# 堀之内橋
堀之内橋（ほりのうちばし）は、新潟県魚沼市田戸 - 堀之内の魚野川に架かる国道17号の橋長218 m（メートル）の桁橋。

## 概要
堀之内橋は国道17号の一次改築に一環として建設省北陸地方建設局上越国道工事事務所により建設された。一次改築以前の旧道は魚野川左岸を縫うように走っていたが、一次改築により、小出方では魚野川右岸を東側に大きく迂回し、堀之内方では魚野川左岸の現道を更に西側で集落を避けたルートとなり、その両者間において魚野川を渡河する橋として計画された。
堀之内橋は特徴として箱桁断面に逆台形の断面が採用された。渡河地点は計画高水流量の点から最小支間33.4 mを要し、左右岸で低水敷断面が異なることから、右岸側2径間連続桁、左岸側3径間連続桁を採用し、支間比は左岸側が1対1、右岸側1対1.25対1とした。上部形式は単純合成桁やトラス桁なども検討されたが現形式が採用された。これは逆台形断面により、支承間隔が狭く下部構造が経済的となる、閉断面として曲げ抵抗が大きくなるなどの利点があることなどによる。
- 形式 - 鋼2径間および3径間連続合成逆台形箱桁橋
- 橋格 - 1等橋（TL-20）+雪 ( 100 kgf/m2 )
- 橋長 - 218.000 m
  - 支間割 - ( 2×40.400 m ) + ( 41.600 m + 52.000 m + 41.600 m )
- 幅員
  - 総幅員 - 9.600 m
  - 有効幅員 - 9.000 m
- 橋台 - Hパイル基礎重力式（右岸側）・直接基礎橋脚式（左岸側）
- 橋脚 - Hパイル基礎重力式1基・オープンケーソン基礎壁式3基
- 床版 - 鉄筋コンクリート
- 総鋼重 - 434.929 t
- 施工 - 駒井鐵工所[注釈 2]
- 架設工法 - ケーブルエレクション工法

## 歴史
国道17号の当該区間は1959年度（昭和34年度）に上越国道工事事務所の直轄区間となった。川口 - 浦佐間の一次改築は1960年度（昭和35年度）に計画線選定、1961年度（昭和36年度）に実測調査を完了し、用地着手した。堀之内橋は1962年（昭和37年）12月9日に着工し、1964年（昭和39年）12月26日に完成した。